# Кетрін Вебб
Кетрін Вебб (англ. Catherine Webb; 27 квітня 1986, Лондон, Велика Британія) — письменниця-фантастка родом з Великобританії, автор ряду бестселерів. Також відома під псевдонімами Кейт Гріффін (англ. Kate Griffin) та Клер Норт (англ. Claire North). Лавреатка численних міжнародних премії в галузі фентезі та наукової фантастики, серед яких можна відзначити Меморіальну премію імені Джона Кемпбелла, премію «Ігнотус», Всесвітню премію фентезі за найкращий роман та Меморіальну премію імені Філіпа К. Діка. Також двічі була номінована на нагородження медаллю Карнегі.

## Життєпис
Кетрін народилася 27 квітня 1986 року в Лондоні, навчалася у школі Ґодолфіна та Латімера, також закінчила лондонську школу економіки та політичних наук. Починаючи з 10 років вона почала вигадувати і записувати різні історії, за її словами вона робила це заради розваги. В 14 років, під час шкільних канікул, надихнувшись творчістю Террі Пратчетта та Джона Толкіна, вона створила повноцінний роман «Сни дзеркала». Її батько — автор і видавець Нік Вебб запропонував їй надіслати рукопис своєму знайомому агенту, який згодом став представником Кетрін. Книга була опублікована в 2002 році видавництвом Atom Books. Згодом дівчина спільно з Atom Books опублікувала ще вісім романів для молоді, паралельно навчаючись в Королівській академії драматичного мистецтва, яку вона закінчила в 2010 році. Британська версія журналу CosmoGirl, назвала письменницю «Юним відкриттям року», а Дейлі телеграф — «Королевою підлітків»..
Авторка почала писати досить юною, і робила це під своїм власним іменем — Кетрін Вебб. У ті часи вона писали книжки для підлітків, бо й сама ще була по-суті підлітком. Згодом, ближче до 20-річного віку, твори Кетрін стилістично стали більш «дорослими» і видавець вирішив, що настав час ій взяти псевдонім. Таким чином з'явилася Кейт Гріффін стиль і зміст книг якої суттєво відрізнявся від ранньої творчості Кетрін. Поява роману Перші п'ятнадцять життів Гаррі Оґеста, стала новим етапом в творчому доробку письменниці. Стиль та зміст цього роману були дуже відмінними від всього що вона писала раніше. Тому видавець вирішив, що було б добре застосувати новий псевдонім. Цей роман був опублікований 2014 року під іменем Клер Норт, і відтоді всі книги авторки видаються під цим псевдонімом.
Нині Кетрін живе в Лондоні, продовжує писати книжки, працює художником з освітлення та навчає жінок самозахисту. Вона полюбляє великі міста, довгі прогулянки, тайську кухню та малювання графіті.

## Твори
Станом на 2024 рік, в доробку письменниці вже присутні 27 виданих книг, під трьома різними іменами. Більше частина книг входить до сімох книжкових серій, проте присутні і окремі романи, які не входять до жодної з серій.
|              | Рік  | Назва | Серія                                                                               |
| ------------ | ---- | --- | ----------------------------------------------------------------------------------- |
| Кетрін Вебб  | 2002 | Сни дзеркала англ. Mirror Dreams | Чарівник Лаенан Кайт англ. Wizard Laenan Kite                                       |
| Кетрін Вебб  | 2003 | Пробудження дзеркала англ. Mirror Wakes | Чарівник Лаенан Кайт англ. Wizard Laenan Kite                                       |
| Кетрін Вебб  | 2003 | Ті що йдуть шляхом англ. Waywalkers | Ті що йдуть шляхом англ. Waywalkers                                                 |
| Кетрін Вебб  | 2004 | Хранителі часу англ. Timekeepers | Ті що йдуть шляхом англ. Waywalkers                                                 |
| Кетрін Вебб  | 2006 | Надзвичайні пригоди Гораціо Лайла англ. The Extraordinary Adventures of Horatio Lyle                                                                   | Гораціо Лайл англ. Horatio Lyle                                                     |
| Кетрін Вебб  | 2006 | Обсидіановий кинджал: подальші надзвичайні пригоди Гораціо Лайла англ. The Obsidian Dagger: Being the Further Extraordinary Adventures of Horatio Lyle | Гораціо Лайл англ. Horatio Lyle                                                     |
| Кетрін Вебб  | 2008 | Машина судного дня: ще одна дивовижна пригода Гораціо Лайла англ. The Doomsday Machine: Another Astounding Adventure of Horatio Lyle                   | Гораціо Лайл англ. Horatio Lyle                                                     |
| Кетрін Вебб  | 2010 | Крадій снів: надзвичайна пригода Гораціо Лайла англ. The Dream Thief: An Extraordinary Horatio Lyle Adventure                                          | Гораціо Лайл англ. Horatio Lyle                                                     |
| Кейт Гріффін | 2009 | Божевілля ангелів англ. A Madness of Angels | Метью Свіфт англ. Matthew Swift                                                     |
| Кейт Гріффін | 2010 | Опівнічний мер; Або, інавгурація Метью Свіфта англ. The Midnight Mayor; Or, the Inauguration of Matthew Swift                                          | Метью Свіфт англ. Matthew Swift                                                     |
| Кейт Гріффін | 2011 | Неоновий суд англ. The Neon Court | Метью Свіфт англ. Matthew Swift                                                     |
| Кейт Гріффін | 2012 | Рада меншості англ. The Minority Council | Метью Свіфт англ. Matthew Swift                                                     |
| Кейт Гріффін | 2012 | Бродячі душі англ. Stray Souls | Метью Свіфт: Анонімні чарівники англ. Matthew Swift: Magicals Anonymous             |
| Кейт Гріффін | 2013 | Скляний бог англ. The Glass God | Метью Свіфт: Анонімні чарівники англ. Matthew Swift: Magicals Anonymous             |
| Клер Норт    | 2015 | Змій англ. The Serpent | Ігровий будинок англ. The Gameshouse                                                |
| Клер Норт    | 2015 | Злодій англ. The Thief | Ігровий будинок англ. The Gameshouse                                                |
| Клер Норт    | 2015 | Майстер англ. The Master | Ігровий будинок англ. The Gameshouse                                                |
| Клер Норт    | 2022 | Ітака англ. Ithaca | Пісні Пенелопи англ. Songs of Penelope                                              |
| Клер Норт    | 2022 | Будинок Одіссея англ. House of Odysseus | Пісні Пенелопи англ. Songs of Penelope                                              |
| Клер Норт    | 2024 | Остання пісня Пенелопи англ. The Last Song of Penelope                                                                                                 | Пісні Пенелопи англ. Songs of Penelope                                              |
| Клер Норт    | 2014 | Перші п'ятнадцять життів Гаррі Оґеста англ. The First Fifteen Lives of Harry August                                                                    | Перші п'ятнадцять життів Гаррі Оґеста англ. The First Fifteen Lives of Harry August |
| Клер Норт    | 2015 | Дотик англ. Touch | Дотик англ. Touch                                                                   |
| Клер Норт    | 2016 | Раптова поява надії англ. The Sudden Appearance of Hope                                                                                                | Раптова поява надії англ. The Sudden Appearance of Hope                             |
| Клер Норт    | 2017 | Кінець дня англ. The End of the Day | Кінець дня англ. The End of the Day                                                 |
| Клер Норт    | 2018 | 84K англ. 84K | 84K англ. 84K                                                                       |
| Клер Норт    | 2019 | Погоня за Вільямом Аббі англ. The Pursuit of William Abbey                                                                                             | Погоня за Вільямом Аббі англ. The Pursuit of William Abbey                          |
| Клер Норт    | 2021 | Нотатки палаючої епохи англ. Notes from the Burning Age                                                                                                | Нотатки палаючої епохи англ. Notes from the Burning Age                             |

## Номінації і нагороди
- 2005 рік. «Хранителі часу» (англ. Timekeepers) номіновано на нагородження медаллю Карнегі
- 2006 рік. «Надзвичайні пригоди Гораціо Лайла» (англ. The Extraordinary Adventures of Horatio Lyle) номіновано на нагородження медаллю Карнегі
- 2014 рік. «Перші п'ятнадцять життів Гаррі Оґеста» (англ. The First Fifteen Lives of Harry August) номіновано на премію Британської асоціації наукової фантастики за найкращий роман
- 2015 рік. «Перші п'ятнадцять життів Гаррі Оґеста» (англ. The First Fifteen Lives of Harry August) номіновано на Премію Артура Кларка
- 2015 рік.  «Перші п'ятнадцять життів Гаррі Оґеста» (англ. The First Fifteen Lives of Harry August) отримала меморіальну премію імені Джона Кемпбелла
- 2016 рік.  «Перші п'ятнадцять життів Гаррі Оґеста» (англ. The First Fifteen Lives of Harry August) отримала премію «Ігнотус»
- 2017 рік.  «Раптова поява надії» (англ. The Sudden Appearance of Hope) отримала Всесвітню премію фентезі за найкращий роман
- 2018 рік.  «84K» (англ. 84K) отримала Меморіальну премію імені Філіпа К. Діка